# Шмелёв, Гелий Иванович
Ге́лий Ива́нович Шмелёв (11 июня 1927 — 13 января 2004) — советский и российский экономист, специалист в области теории аграрной политики и аграрных отношений, кооперации, экономической эффективности, интенсификации с.-х. производства. Член-корреспондент ВАСХНИЛ (1988) и АН СССР (1990).

## Биография
Родился в с. Руднево Пронского района Рязанской области в семье военнослужащего.
Окончил юридический факультет Ростовского государственного университета (1951).
- 1952—1954 заведующий кабинетом политэкономии Ростовского института инженеров железнодорожного транспорта.
- 1954—1959 старший преподаватель Азово-Черноморского института механизации и электрификации сельского хозяйства (политэкономия).
- 1959—1962 аспирант Института экономики АН СССР (в 1963 г. защитил кандидатскую диссертацию на тему «Колхозный труд и основные пропорции в его распределении»).
- 1962—1970 старший преподаватель, доцент (1964), старший научный сотрудник Московского института стали и сплавов (политэкономия).
- 1966—1968 проходил стажировку в качестве старшего научного сотрудника (докторанта) Института экономики АН СССР. В 1970 г. защитил докторскую диссертацию на тему «Экономика личного подсобного хозяйства трудящихся при социализме».
- 1970—1972 старший научный сотрудник Института экономики АН СССР.
- 1972—1998 зав. сектором аграрных проблем, с 1992 главный научный сотрудник Института экономики мировой социалистической системы АН СССР (с 1992 Институт международных экономических и политических исследований РАН).
- 1998—2004 главный научный сотрудник Института экономики РАН, одновременно сотрудник Всероссийского института аграрных проблем и информатики РАСХН.

Умер 13 января 2004 года в Москве. Похоронен на Востряковском кладбище.

## Научная деятельность
Доктор экономических наук (1972), профессор (1987), член-корреспондент ВАСХНИЛ (1988). 15 декабря 1990 г. избран членом-корреспондентом Академии наук СССР по Отделению экономики, специализация — «экономика».
Был зачинателем теоретической дискуссии (1966—1967) в журнале «Мировая экономика и международные отношения» о рентных отношениях в сельском хозяйстве экономически развитых стран, в которой участвовали многие советские и зарубежные учёные.
Возглавлял рабочие группы по подготовке Федеральной программы развития крестьянских (фермерских) хозяйств (1998); проекта федеральных законов: «О садоводческих, огороднических и дачных некоммерческих объединениях граждан» (1998), «О личных подсобных хозяйствах»; по подготовке законов СССР: «Об индивидуальной трудовой деятельности» (1986), «О кооперации в СССР» (1988).

### Основные работы
Автор более 400 научных работ, в том числе 36 книг и брошюр, из них 10 монографий.
- Личное подсобное хозяйство и его связи с общественным производством. — М.: Мысль, 1971. — 166 с.
- Аграрные отношения, историческая практика, перспективы развития / Соавт.: И. Н. Буздалов и др. — М.: Наука, 1993. — 270 с.
- Сельскохозяйственная кооперация: теория, мировой опыт, проблемы возрождения в России / Соавт.: И. Н. Буздалов и др.; РАСХН. Аграр. ин-т. — М.: Наука, 1997. — 253 с.
- Аграрная политика и аграрные отношения в России в XX веке / РАН. Отд-ние экономики. Ин-т экономики, Всерос. ин-т аграр. пробл. и информатики. — М.: Наука, 2000. — 255 с.
- Сельскохозяйственные потребительские кооперативы в России / Соавт.: И. В. Захаров, А. В. Соболев. — М.: Издательско-книготорговый центр «Маркетинг», 2001. — 194 с.
- Национализация земли в теоретических схемах большевиков и в реальности Архивная копия от 9 мая 2017 на Wayback Machine // Вопросы истории. — 2003. — № 2. — С. 31‒49.
- К. Маркс и Ф. Энгельс без пьедестала // Россия и современный мир. 2003. № 4 (41). С. 124—138.

## Награды и звания
Награждён медалями СССР и РФ, премией РАН имени А. В. Чаянова (совместно с И. Н. Буздаловым, В. Д. Мартыновым, за 1999 год).